# Княжево (Торопецкий район)
Княжево — деревня в Торопецком районе Тверской области. Входит в состав Плоскошского сельского поселения.

## География
Деревня расположена в северо-западной части района. Находится на левом берегу реки Кунья. Ближайший населённый пункт — деревня Уварово.
Расстояния по автодорогам:
- До районного центра, города Торопец — 72 км;
- До Плоскоши (центр СП) — 28 км;
- До села Уварово — 1,5 км.

Климат
Деревня, как и весь район, относится к умеренному поясу северного полушария и находится в области переходного климата от океанического к материковому. Лето с температурным режимом +15…+20 °С (днём +20…+25 °С), зима умеренно-морозная −10…−15 °С; при вторжении арктических воздушных масс до −30…-40 °С.
Среднегодовая скорость ветра 3,5—4,2 метра в секунду.

## История
На топографической карте Фёдора Шуберта 1867—1906 годов обозначена деревня Княжая. Имела 13 дворов.
На карте РККА 1923—1941 годов обозначена деревня Княжово. Имела 32 двора.
До 2013 года деревня входила в состав упразднённого в настоящее время Уваровского сельского поселения.
С 1930 по 1938 год в Благовещенской церкви в Княжеве служил священник Иаков Бойков, причисленный к лику святых новомучеников и исповедников Российских для общецерковного почитания деянием Юбилейного Архиерейского собора Русской православной церкви 2000 года.

## Население
| 2010 |
| ---- |
| 13   |

В 2002 году в деревне проживало 32 человека.
Национальный состав
Согласно результатам переписи 2002 года, в национальной структуре населения русские составляли 100 % от жителей.